# Dave Nickerson
Pour les articles homonymes, voir Nickerson.
Dave Nickerson B.Sc., P.Eng. (né le 30 avril 1944) est un ingénieur des mines et homme politique fédéral des Territoires du Nord-Ouest.

## Biographie
Né en Angleterre, il entama sa carrière politique en servant comme député de la circonscription territoriale de Yellowknife North lors des élections générales des Territoires du Nord-Ouest en 1975. Il quitta son poste en 1979 pour se présenter sur la scène fédérale.
Élu député du Parti progressiste-conservateur du Canada dans la circonscription fédérale de Western Arctic en 1979, il fut réélu en 1980 et en 1984. Il fut défait en 1988 par la libérale Ethel Blondin-Andrew.
Durant son passage à la Chambre des communes, il fut porte-parole chargé du pipe-line du Nord de 1980 à 1983.